# Anso
ANSO, Association of Nordic and Pol-Balt LGBTQ Student Organizations, bildades i Store Heddinge, Danmark, 2004. Medlemmar är Sveriges Förenade HBTQ-studenter, Homoglobiini och Telehpy (Finland), UgleZ och Skeivt Forum (Norge), Friðarbogin (Färöarna), BLUS (Danmark), FSS och Q (Island), KPH (Polen), TGN (Estland), LGL och TJA (Litauen).
ANSO verkar för HBT-studenters förbättrade villkor i den nordiska regionen samt Polen-Baltikum regionen, genom erfarenhetsutbyte och politisk samverkan. ANSO är medlem i IGLYO, International Gay, Lesbian, Bisexual, Transgender and Queer Youth and Student Organization, samt verkar för ett utökat europeiskt nätverk för samarbete kring högre utbildning.